# 土井陵辅
土井陵辅（日语：／ Doi Ryōsuke，2002年1月7日—），日本男子竞技体操运动员，2019年世界青年竞技体操锦标赛男子团体全能金牌得主和男子个人全能银牌得主、2022年世界竞技体操锦标赛男子团体全能银牌得主和男子自由体操铜牌得主。